# Vinculopsis
Vinculopsis és un gènere d'arnes de la família Crambidae.

## Taxonomia
- Vinculopsis epipaschia
- Vinculopsis scybalistia (Hampson, 1899)